# Peter Malkin
Peter Zvi Malkin (en hébreu : פיטר צבי מלחין ; en polonais : Cywka Małchin, né le 27 mai 1927 et mort le 1er mars 2005) est un agent secret israélien d'origine polonaise et membre de l'agence de renseignement du Mossad. Il fait partie de l'équipe qui a capturé Adolf Eichmann en Argentine en 1960 et l'a amené en Israël pour y être jugé.

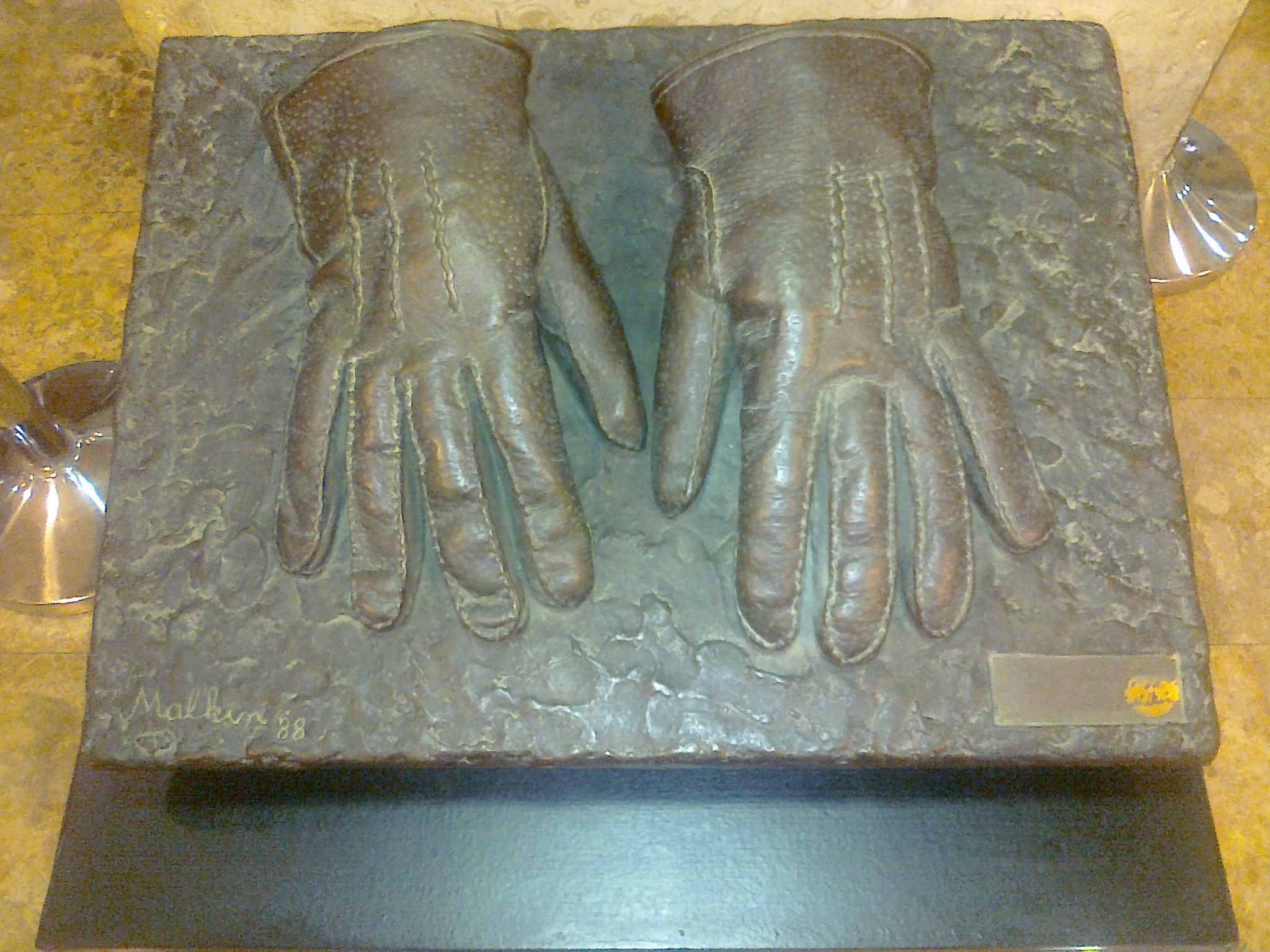
Moulage en bronze des gants portés par Peter Zvi Malkin lorsqu'il a capturé Adolf Eichmann.

## Jeunesse
Peter Zvi Malchin est né le 27 mai 1927 à Żółkiewka, en Pologne, dans une famille juive pratiquante. En 1936, sa famille s'enfuit en Palestine pour échapper à la marée montante de l'antisémitisme allemand ; sa sœur Fruma, et ses trois enfants qui sont restés avec 150 autres parents, ont été assassinés pendant l'Holocauste. À l'âge de 12 ans, Malkin a été recruté dans la Haganah en tant qu'expert en explosifs. Il était également un expert en arts martiaux et en déguisements,.

## Carrière au Mossad
Malkin a passé 27 ans au Mossad, d'abord en tant qu'agent, puis en tant que chef des opérations. En tant que chef des opérations, il a joué un rôle majeur dans la capture d'Israel Beer, un espion soviétique qui avait pénétré les plus hauts niveaux du gouvernement israélien. Il a également dirigé une opération contre les scientifiques nazis chargés des fusées nucléaires qui ont participé à un programme égyptien de développement d'armes après la Seconde Guerre mondiale.
La mission la plus célèbre de Malkin a eu lieu le 11 mai 1960, lorsque lui et une équipe d'agents du Mossad dirigée par Rafi Eitan ont capturé Adolf Eichmann, alors vivant et se cachant en Argentine. Haut fonctionnaire nazi, Eichmann avait joué un rôle clé dans l'organisation de l'extermination des Juifs pendant la Seconde Guerre mondiale. Momentito, señor (Un moment, monsieur) étaient les mots qu'il a prononcés en espagnol alors qu'il s'approchait d'Eichmann. Eichmann a commencé à craindre pour sa vie et s'est retourné pour fuir, mais plusieurs des collègues agents de Malkin ont bloqué le chemin d'Eichmann. Puis Malkin l'a attrapé dans un plaquage au cou, l'a jeté au sol et l'a mis dans la voiture qui les a emmenés dans une maison sûre à l'extérieur de Buenos Aires.
En 1989, le journal israélien Maariv l'a cité comme l'une des plus grandes figures de l'histoire du Mossad. Le journaliste israélien Uri Dan l'a qualifié de guerrier secret extraordinaire.
Malkin aurait également participé à la recherche de Yossele Schumacher dans les années 1960.

## Les années suivantes
Après sa retraite en 1976, Peter Malkin consacre son temps à la peinture, un métier qu'il utilise comme couverture pendant ses années au Mossad. Ses peintures des années 1960 jusqu'à sa mort ont acquis une renommée internationale à Londres, Paris, Bruxelles et Israël. Il est également l'auteur de livres et a été consultant international privé sur les méthodes antiterroristes. Le téléfilm L'Homme qui a capturé Eichmann (en) (1996) avec Robert Duvall dans le rôle d'Adolf Eichmann, était basé sur son livre Eichmann in My Hands, également dans le film se trouvait Arliss Howard, qui jouait Malkin. Plus récemment, Evan M. Wiener a écrit une pièce, Captors, inspirée du livre. Il a également été interprété par Oscar Isaac dans le film Operation Finale de 2018 (avec Ben Kingsley dans le rôle d'Eichmann) et par Topol (en tant que personnage nommé Michael) dans le téléfilm de 1979 Mission David (en) (The House on Garibaldi Street).
Au milieu des années 1980, Malkin a été recruté pour poursuivre l'ancien médecin SS Josef Mengele. Malkin et l'équipe d'anciens agents du Mossad qu'il a constituée ne savaient pas à l'époque que Mengele était déjà mort. À la dernière minute, Malkin et l'équipe ont annulé l'opération lorsqu'ils ont réalisé qu'il s'agissait d'un piège,.
Malkin a passé ses dernières années à New York avec sa femme et leurs quatre enfants. Il est décédé le 1er mars 2005.

## Ouvrages
- Peter Z. Malkin et Harry Stein, Eichmann in My Hands: A Compelling First-Person Account by the Israeli Agent Who Captured Hitler's Chief Executioner, Warner Books, 1990 (ISBN 0-446-51418-7, lire en ligne )